# Pseudojuloides splendens
Pseudojuloides splendens là một loài cá biển thuộc chi Pseudojuloides trong họ Cá bàng chài. Loài này được mô tả lần đầu tiên vào năm 2017.

## Từ nguyên
Từ định danh của loài này bắt nguồn từ splendid trong tiếng Anh, mang ý nghĩa là "rực rỡ", hàm ý đề cập đến màu sắc nổi bật trên cơ thể cá đực thuộc loài này.

## Phân loại
Loài Pseudojuloides cerasinus trước đây được cho là có phạm vi phân bố rộng rãi trên khắp Ấn Độ Dương - Thái Bình Dương. Tuy nhiên, vào năm 2017, Victor đã tái khảo sát về loài này. Dựa trên sự khác biệt về kiểu màu sắc của cá đực và kiểu gen di truyền, quần thể được cho là P. cerasinus ở Thái Bình Dương được tách thành 3 loài sau:
- P. cerasinus hợp lệ chỉ có phạm vi giới hạn ở quần đảo Hawaii.
- P. splendens có phạm vi trải dài từ Nhật Bản đến Úc, băng qua hầu hết vùng biển ngoài khơi các đảo quốc ở Nam Thái Bình Dương.
- Pseudojuloides polynesica chỉ xuất hiện ở Polynesia thuộc Pháp và quần đảo Line.

Ngoài P. splendens và P. polynesica kể trên, 4 loài khác là Pseudojuloides kaleidos, Pseudojuloides polackorum, Pseudojuloides pyrius và Pseudojuloides xanthomos cùng hợp lại với P. cerasinus tạo thành nhóm phức hợp loài P. cerasinus.

## Phạm vi phân bố
P. splendens có phạm vi phân bố rộng nhất trong bảy loài của nhóm chị em P. cerasinus. Từ vùng biển phía nam Nhật Bản, loài này xuất hiện tại nhiều vị trí trong khu vực Tam giác San Hô, trải dài về phía nam đến vùng bờ biển Đông Úc và biển San Hô, bao gồm cả đảo Lord Howe, mở rộng phạm vi về phía đông đến nhiều đảo quốc và quần đảo thuộc châu Đại Dương (xa nhất là đến quần đảo Samoa).
P. splendens sống gần các rạn san hô viền bờ trên nền đáy có nhiều đá vụn.

## Mô tả
P. splendens có chiều dài cơ thể tối đa được ghi nhận là 9 cm. Chúng là loài dị hình giới tính và có thể là một loài lưỡng tính tiền nữ.
Cá đực có màu xanh lục ở thân trên và nửa trên của đầu (nửa trên của đầu phớt vàng); xanh lam ở thân dưới và nửa dưới của đầu. Có một cặp sọc chạy dọc theo chiều dài của thân: sọc màu lam nằm trên sọc màu vàng. Vùng lưng có một dải màu nâu da cam bao phủ. Sau mắt có hai vệt sọc ngắn màu xanh lam băng qua nắp mang; đây là đặc điểm khác biệt so với những cá thể đực trong nhóm P. cerasinus. Vây lưng và vây hậu môn màu vàng lục với một dải sọc lam dọc theo chiều dài của vây; viền vây màu xanh óng ở rìa; chóp các gai có màu cam. Đuôi cụt với một đường sọc cong bán nguyệt màu xanh lam ở trung tâm; nửa ngoài của vây màu đen, viền xanh óng ở rìa.
Cá cái có màu hồng cam hoặc hồng phớt đỏ; trắng ở bụng và phớt vàng ở mõm; các vây màu vàng nhạt (trừ vây ngực trong suốt). Cá con màu đỏ cam (sẫm màu hơn cá cái).
Số gai ở vây lưng: 9; Số tia vây ở vây lưng: 11; Số gai ở vây hậu môn: 3; Số tia vây ở vây hậu môn: 12; Số tia vây ở vây ngực: 13.

### Trích dẫn
- Benjamin C. Victor (2017). "Review of the Indo–Pacific Pseudojuloides cerasinus species complex with a description of two new species (Teleostei: Labridae)" (PDF). Journal of the Ocean Science Foundation. Quyển 29. tr. 11–31.